# Acacia filicoides
Acacia filicoides é uma espécie de leguminosa do gênero Acacia, pertencente à família Fabaceae.